# Cryptolabis (Cryptolabis) monacantha
Cryptolabis (Cryptolabis) monacantha is een tweevleugelige uit de familie steltmuggen (Limoniidae). De soort komt voor in het Neotropisch gebied.